# حادثه (فیلم ۱۹۷۸)
حادثه (ژاپنی: 事件) فیلمی ژاپنی به کارگردانی یوشیتارو نومورا محصول سال ۱۹۷۸ است. فیلم در همان سال جایزه بهترین فیلم آکادمی فیلم ژاپن را برد. از بازیگران آن می‌توان به کیکو ماتسوزاکا، شینوبو اوتاکه و توشییوکی ناگاشیما اشاره کرد.